# Lengua minorizada

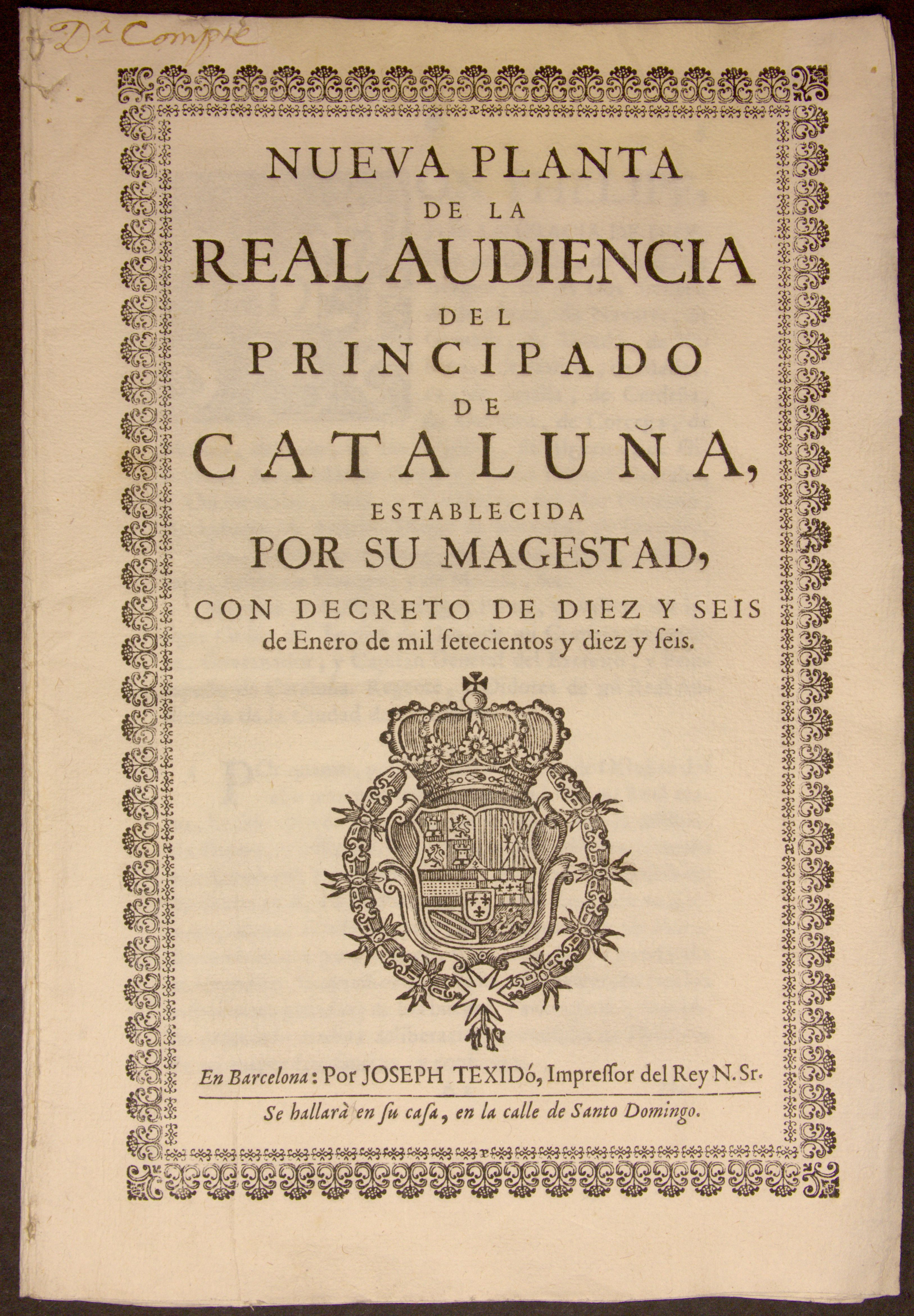
Portada del Decreto de Nueva Planta de la Real Audiencia del Principado de Cataluña en 1716, donde se imponía el uso del castellano como oficial en la administración de justicia.

Lengua minorizada es un término de sociolingüística que hace referencia a un idioma que ha sufrido marginación, persecución o incluso prohibición en algún momento de su historia. Es, por tanto, un concepto que remarca la presencia de una acción coercitiva que lleva a un recorte en su utilización. Se diferencia del más ampliamente utilizado "lengua minoritaria", que hace referencia al idioma utilizado por un pequeño número de hablantes. En todo caso no son sinónimos y no siempre una lengua minorizada es minoritaria, aunque tienda a ello.

## Clarificación de los conceptos minoritario y minorización
Puede haber casos donde una lengua es minoritaria en su comunidad pero no está minorizada, como fue el caso de la lengua de los colonizadores en África y América que aunque eran lenguas minoritarias se convirtieron en lengua vehicular. En otros casos una lengua no es minoritaria en un territorio, como el idioma gallego en Galicia, y sin embargo se encuentra en declive debido a un proceso de sustitución lingüística. En otros casos una lengua no minoritaria, como el alemán, está minorizada en algunas zonas, como por ejemplo en Alsacia (el francés es la única lengua oficial en este territorio que hoy pertenece a Francia).

## Características en la minorización

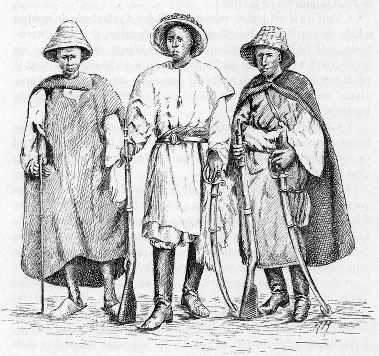
Intérpretes indígenas en Senegal. Grabado de Pierre Georges Jeanniot realizado en 1890. En las colonias, los nativos aprendían las lenguas minoritarias de los colonos, lo que llevó a la minorización de la propia, como describe William Merrill.

Las lenguas minorizadas pueden haber sufrido o seguir soportando prohibición legal para evitar su uso público, como por ejemplo ha ocurrido hasta épocas recientes en España, durante el proceso de centralización y castellanización llevado a cabo desde inicios del siglo XVIII, y durante la Dictadura de Primo de Rivera y el franquismo del pasado siglo XX, en que se impedía la utilización en el ámbito público (administración y enseñanza) de otra lengua que no fuera el castellano. Sin embargo esta minorización persiste en Estados democráticos aunque no existan prohibiciones directas (en Francia, verbigracia, desde la Revolución francesa buscando la igualdad no hay otra lengua oficial que la francesa).
Guillem Calaforra, filólogo y lingüista de la Universidad Jagellónica de Cracovia, define tres características para la minorización de una comunidad lingüística:

1. Normas de uso social restrictivas en relación a la lengua propia —es decir, que dicha lengua no puede usarse en determinados ámbitos de uso—, frente a las normas de uso expansivas características de la lengua dominante.

2. Bilingüización unilateral de los miembros de dicha comunidad, esto es: los hablantes de la lengua minorizada tienen en su repertorio la lengua propia y la dominante, mientras que los hablantes de esta última tienden a ser monolingües.

3. Como consecuencia de la situación anterior, la comunidad lingüística minorizada se convierte en un subconjunto de la dominante. Los miembros de la comunidad minorizada tienden a presentarse como parte de la comunidad dominante, y así son percibidos por el resto del mundo.

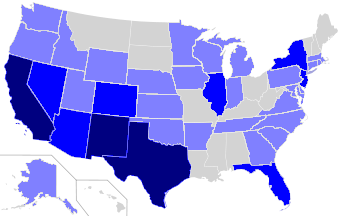
Lenguas que son dominantes y minorizadoras en muchas comunidades lingüísticas, como ocurre con el idioma español puede ser, a su vez, minorizada por otras, como el inglés en EE. UU..

Es decir, en el caso de que la lengua sea dominante en una comunidad es suficiente y necesaria en la misma. Encontrándose los miembros de esta comunidad en una relación de poder respecto a los de cualquier otra comunidad lingüística, ya que esta lengua es un elemento fundamental de integración o exclusión social. En las sociedades modernas, este nivel de competencia lingüística determina la promoción o la exclusión del sujeto en el sistema productivo. Encontrándose, por el contrario, la comunidad de la lengua minorizada como "extranjeros en su propia casa". Estas lenguas se utilizan en ámbitos cada vez más restringidos y dejan de ser un vehículo de comunicación para determinadas prácticas sociales.
Este proceso de minorización lingüística no es natural ni tampoco es inevitable, sino que es un resultado de determinados procesos históricos. Las comunidades lingüísticas no se minorizan en virtud de su inferioridad intrínseca, sino a causa de políticas de asimilación y uniformización conscientes y dirigidas. Toda estructura sociolingüística —es decir, toda regulación social del uso lingüístico— se debe analizar en términos de poder y dominación. La creación de Estados-nación que imponen una cultura uniformadora ha sido determinante en esta minorización. La mayor parte de estados determinan en sus constituciones o en leyes relevantes la lengua oficial. En Europa, a través del Consejo de Europa varios Estados han firmado un tratado internacional denominado Carta Europea de las Lenguas Minoritarias o Regionales que establece medidas de protección para las lenguas minoritarias. Sin embargo, son los propios estados los que determinan si se adhieren a él y el grado en que desean protegerlas.

La minorización del romaní a nivel mundial ha sido generalizada. Considerada en muchos casos como una jerga de ocultación y no como un idioma. En la imagen la bandera del pueblo gitano desde 1971.

De las 6.000 lenguas existentes en el mundo, según William Merrill del Instituto Smithsoniano de Washington D. C. el 50% se extinguirán en el siglo XXI, señalando como causa a nivel mundial de la pérdida de la diversidad lingüística la expansión del colonialismo europeo, que comenzó hace 500 años. También remarca, como otros autores, que las políticas referentes a las lenguas son determinantes, en este caso criticando las efectuadas por Estados Unidos y por México con respecto a las lenguas indígenas de América. José Luis Moctezuma Zamarrón, investigador del Instituto Nacional de Antropología e Historia de Sonora (México), considera que las políticas que sólo se dirigen a los grupos minorizados son absurdas porque también se deben dirigir a los grupos dominantes, pues son los que discriminan a las otras lenguas.
Dado que se trata de miles de lenguas, su condición de minorizadas en que en muchos casos no constan o no hay información de las mismas, y que además, algunas lenguas dominantes y minorizadoras en algunos sitios son, a su vez, minorizadas en otros países, es imposible realizar un listado completo de estas lenguas.